# Changé (Mayenne)
 Changé  es una población y comuna francesa, en la región de Países del Loira, departamento de Mayenne, en el distrito de Laval y cantón de Laval-Nord-Est.

## Demografía
| 1,319 | 1,414 | 2,002 | 2,889 | 4,323 | 4,909 |
| Para los censos de 1962 a 1999 la población legal corresponde a la población sin duplicidades (Fuente: INSEE [Consultar]) |       |       |       |       |       |